# Aleksan Mikajelian
Aleksan Mikajelian (orm. Ալեքսան Միքայելյանը; ur. 9 października 1990) – ormiański zapaśnik walczący w stylu klasycznym. Zajął 30. miejsce na mistrzostwach świata w 2013. Dwunasty na mistrzostwach Europy w 2013. Drugi w Pucharze Świata w 2013. Trzeci na MŚ juniorów w 2009 i 2010 roku.